# نبيذ مارسالا

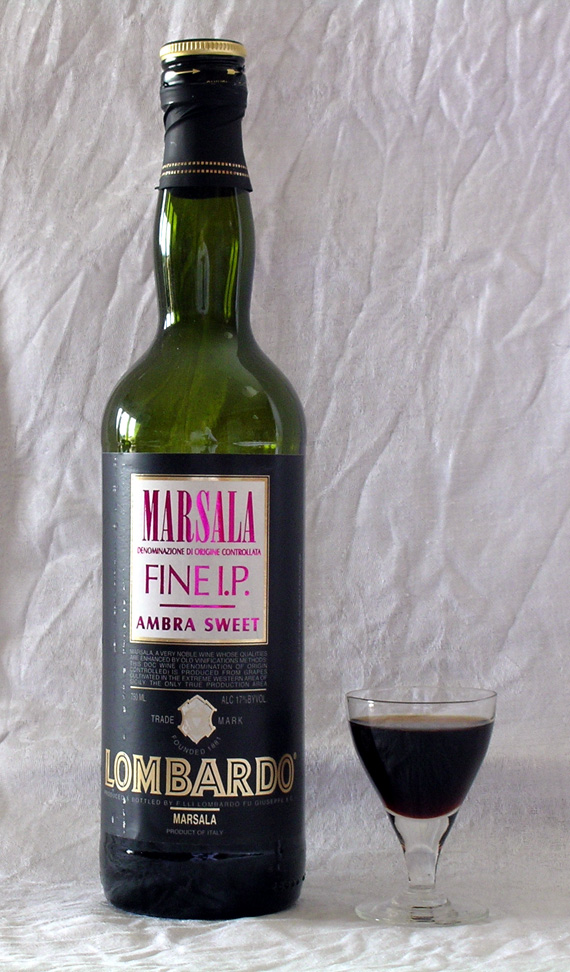
عينة من نبيذ مارسالا.

نبيذ مَرسالة أو مَرسى علي أو (نقحرة: مارسالا) (بالإنجليزية: Marsala wine) ينتج النبيذ في المنطقة المحيطة بالمدينة الإيطالية مرسى علي أو مَرسالة في صقلية. نبيذ مرسالة حصل على ضمان الجودة في عام 1969. يشربون السكان المحليون نبيذ مرسالة، في حين ان الكميات المصدرة للخارج أكبر من الكميات المستهلكة محليا.